# Cot Lutueng
Cot Lutueng är ett berg i Indonesien.   Det ligger i provinsen Aceh, i den västra delen av landet, 1 700 km nordväst om huvudstaden Jakarta. Toppen på Cot Lutueng är 550 meter över havet.
Terrängen runt Cot Lutueng är huvudsakligen kuperad, men norrut är den bergig. Runt Cot Lutueng är det mycket glesbefolkat, med 4 invånare per kvadratkilometer. I omgivningarna runt Cot Lutueng växer i huvudsak städsegrön lövskog.